# Тревненска художествена школа
Тревненската школа е възрожденска художествена школа, която води началото си от XVII – XVIII век, възникнала в град Трявна. Най-голямата колекция нейни творби е експонирана в галерията-музей при Царски детски санаториум Трявна.

## История
Основоположник на Тревненската художествена школа е Витан Карчов, чийто род е от Трявна. Той е първият майстор от семейството и работи през първата половина на XVII век. Карчов обучава децата си, които наследяват работата му. Майсторството на Тревненската школа се предава през поколенията, като някои от последните представители са видни дърворезбари. Така родът на Витан е сред най-старите и известни български родове на дърворезбари и зографи. Други известни иконописци от тази школа са фамилиите Даскаловци, Захариевци и Каракънчевци.

## Художествено наследство
Наследството на Тревненската школа е в три основни направления – иконопис, дърворезба и строително майсторство. Творчеството на тревненските зографи е фокусирано върху иконописта, но постепенно търпи развитие в посока към кавалетното изкуство. Главната разлика между творците от тази школа и другите възрожденски школи е тази, че Тревненските майстори са предимно иконописци и много малко фрескописци.